# 청주흥덕초등학교
청주흥덕초등학교는 청주시 흥덕구 운천신봉동에 있는 공립 초등학교이다.

## 학교 연혁
- 1987. 04. 07 흥덕국민학교 설립인가
- 1988. 03. 01 36학급 편성하여 개교
- 2010. 03. 01 도교육청지정 시범학교 2년차 운영(직지학습)
- 2010. 09. 01 제11대 신관호 교장 취임
- 2012. 03. 01 청주교육대학교 교육실습 협력학교 지정(2년간)
- 2014. 02. 18 제26회 졸업식(졸업생 누계 7,722명)
- 2014. 03. 01 28학급 편성(특수학급 1학급 포함)
- 2014. 09. 01 제12대 유승교 교장 취임

## 참고 자료
- 흥덕초등학교 - 한국교육학술정보원 학교알리미

## 같이 보기
- 세월호 사고
- 노란 리본 달기